# 潮连洪圣殿
潮连洪圣殿，俗称大王庙，此洪圣殿位于中国广东省江门市蓬江区潮连街道富冈社区洪圣公园內。1998年，公布为江门市文物保护单位。2019年，公布为广东省文物保护单位。
据《潮连乡志》所载，潮莲洪圣殿始建于明万历二十八年（1600年），建筑面积244平方米，为三进深，分前殿、正殿、拜亭。正殿为硬山顶结构。